# Steinmetzordnung

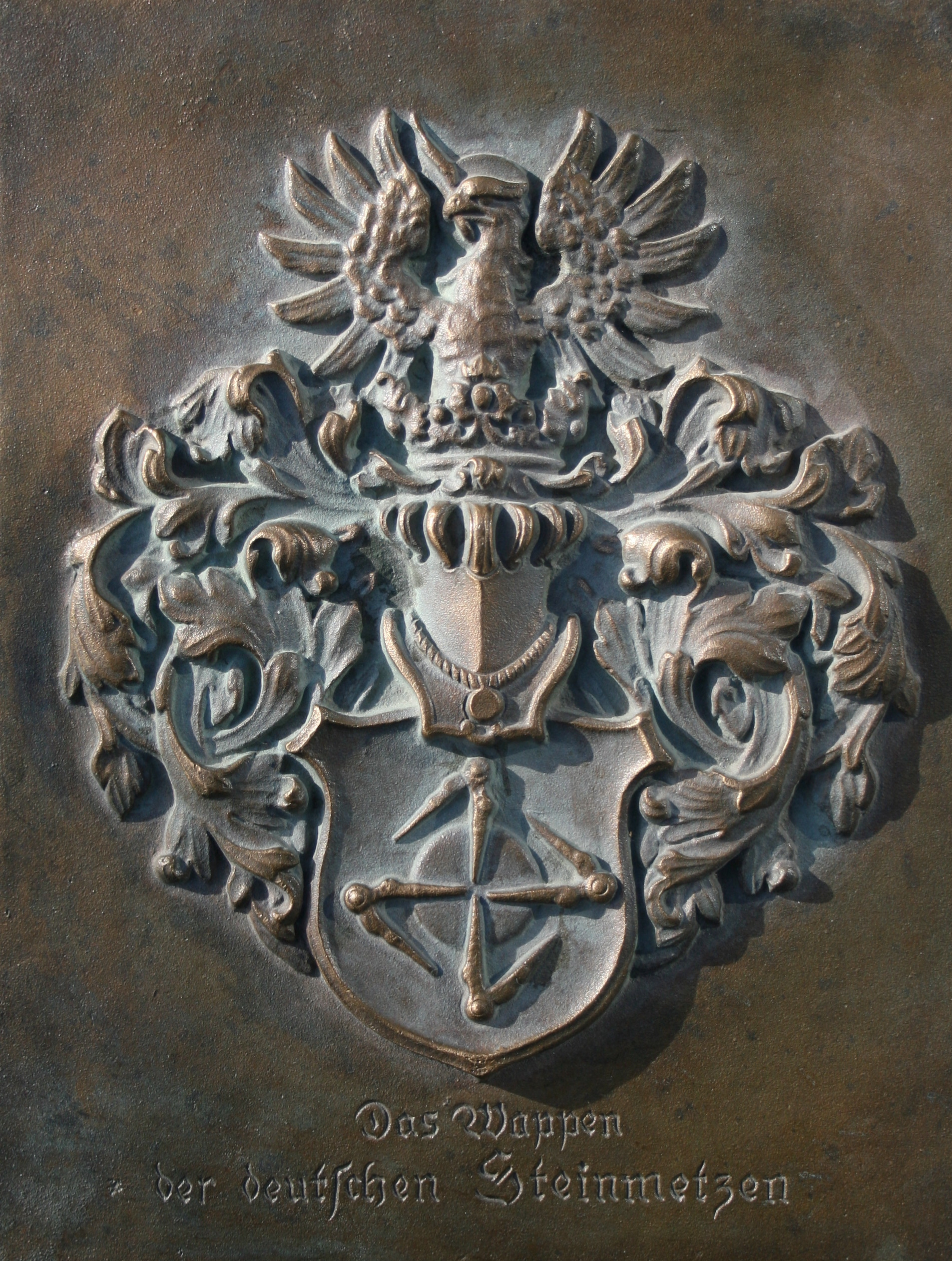
Wappen der Steinmetzen aus Bronze mit Krone und Bügelhelm, dem Hinweis für Adelige. Der Entwurf des Wappens geht vermutlich auf das 15. Jh. zurück

Die Steinmetzordnungen spiegeln eine besondere historische Organisationsform des Handwerks im Mittelalter wider, die vom 13. bis zum 16. Jahrhundert Bedeutung für das gotische Bauwesen hatte und einmalig sind. Die Steinmetzordnungen spielten im Dombauwesen der Gotik eine große Rolle. Mit der Entwicklung des Bauwesens im 12. Jahrhundert und der Entstehung von zahlreichen Städten, entwickelten sich die Anforderungen an die Baukonstruktion und die Bauorganisation. Die Regelungen existierten Jahrhunderte durch mündliche Überlieferung und erst gegen Ende des 14. Jahrhunderts wurden sie verschriftlicht.
Derartige Regelwerke, wie die Steinmetzordnungen, gab es in keinem anderen mittelalterlichen Handwerk. In diesen Ordnungen waren nicht nur berufliche Abläufe niedergelegt, sondern die Steinmetzen der Bauhütten hatten eine eigene Gerichtsbarkeit, eigene Regeln über ihre Gebräuche, Zusammenkünfte und Zusammenschlüsse. Es waren Ordnungen, die nicht nur die beruflichen Abläufe, sondern auch die Beziehung der Beteiligten, der Meister, Gesellen und Lehrlinge untereinander bestimmten.
Die wichtigste Steinmetzordnung war die so genannte Straßburger Steinmetzordnung vom 24. April 1459, die am 29. September 1533 im „Bruderbuch“ fortgeschrieben wurde. Daneben gab es Steinmetzordnungen regionaler Bauhütten, die sich an die oben genannten Ordnungen anlehnten.

## Herausbildung
Die Steinmetzordnungen blieben zunächst ungeschrieben, wurden mündlich nur innerhalb des Hüttenwesen weitergegeben und gegen Ende des Bauhüttenwesen in detaillierten Ordnungen niedergeschrieben. Im Unterschied zur deutschen Entwicklung gab es in England bereits im Jahre 1390 eine Niederschrift, im so genannten Regius Manuskript.
Im Laufe des 13. Jahrhunderts kamen die Bauhütten in Mitteleuropa auf. Die Bauhütten entwickelten eine spezifische und arbeitsteilige Organisationsstruktur, die den hohen technischen und handwerklichen Anforderungen des gotischen Dombaus nachkommen bzw. entsprechen sollte. Die Bauhütten vereinigten zunächst ausschließlich Steinmetzen, die sich in so genannten Steinmetzbruderschaften organisierten.

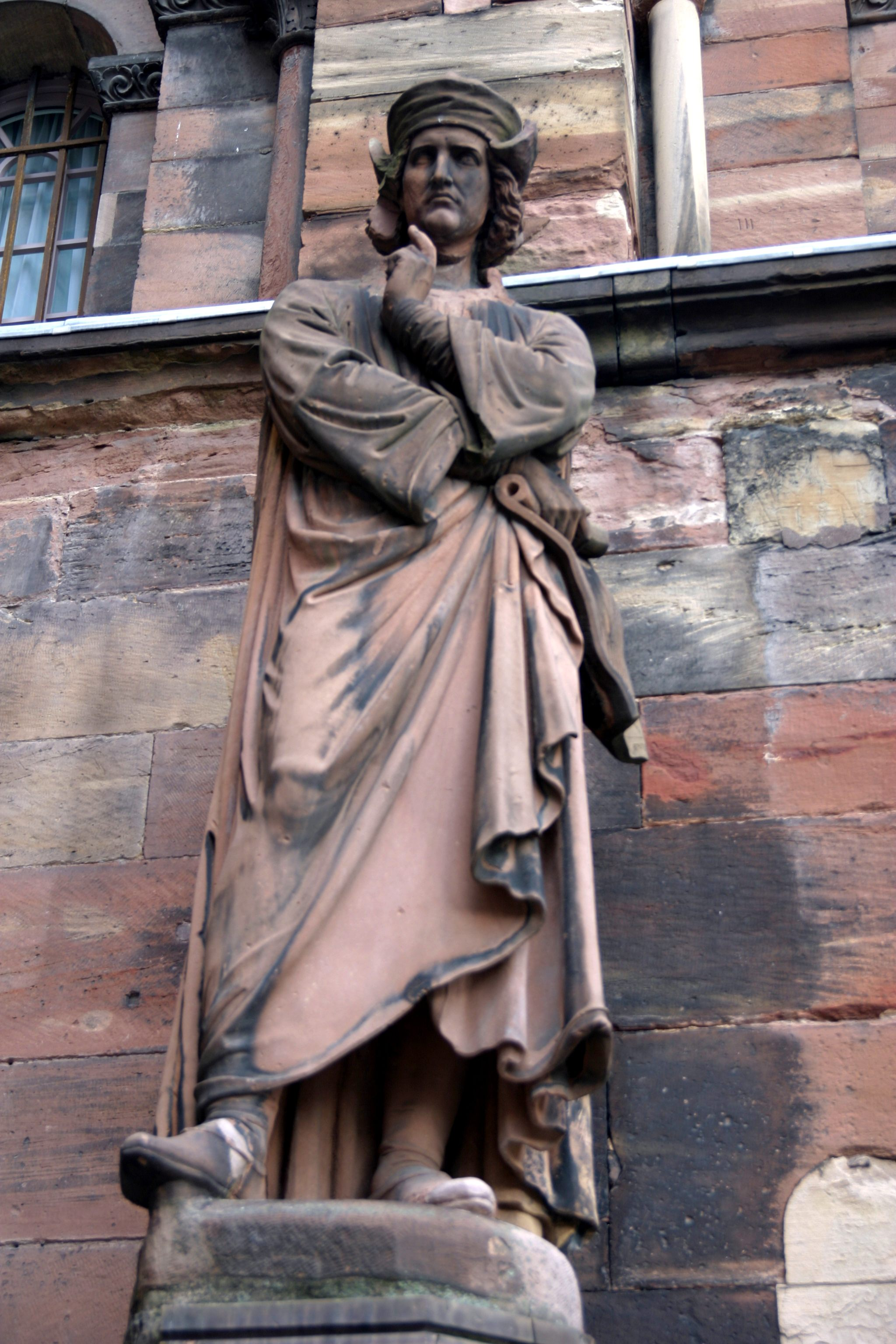
Erwin von Steinbach, Skulptur aus Sandstein am Straßburger Münster

Im Jahre 1275 beraumte Erwin von Steinbach (1244–1318) eine Versammlung der wesentlichsten deutschen, französischen, italienischen und englischen Bauhütten an. Dies wird für den entscheidenden Schritt für die Herausbildung des Bauhüttenwesen gehalten. Steinbach, Dombaumeister von Straßburg, beabsichtigte die vorhandenen Regeln zu vereinheitlichen, um die Arbeit zu erleichtern und gerechter erfolgen zu lassen. Zur gleichen Zeit wurde die Münsterbauhütte von Straßburg zur obersten Haupthütte, als oberste und letzte Instanz anerkannt. Daneben gab es die Haupthütten in Köln, Bern (später Zürich) und Wien. In diesem Zusammenhang wird vermutet, dass der römisch-deutsche König Rudolf I., ein Habsburger, die Bauhütten mit der freien Gerichtsbarkeit belehnt hat.

## Inhalte
Nachfolgend sind die wesentlichen Inhalte der Steinmetzordnungen von Straßburg und dem Bruderbuch benannt:
Geregelt war die Lohnhöhe, die am Tage des Eintritts eines Gesellen in die Bauhütte gezahlt wurde. Die Ausbildungszeit der Lehrlinge war festgeschrieben. Für Streitigkeiten der in der Bauhütte Beschäftigten gab es Regularien. Das abschließende höchste Urteil bei Einsprüchen gegen Urteile fällte die oberste Bauhütte, die Hauptbauhütte von Straßburg. Dies wurde später abgeändert und das letzte Urteil dem Kaiser zugeschrieben, was nie praktiziert wurde. 
Es gab exemplarische Strafen. Auch die Prügelstrafe war möglich, das so genannte Prütschen mit langen Holzlatten auf das Gesäß des Verurteilten.
Die Ordnungen hatten zahlreiche Verweise auf Gelöbnisformeln, die abzulegen waren, wie Eid, Gehorsam, Gelübde und Treue. Beispielsweise war bei Aufnahme in die Bruderschaft ein Gelöbnis abzulegen.
Sollte der Meister versterben, so konnte ein geeigneter Geselle das Werk fortführen. Zwei Meister konnten nur an einem kleinen Bauwerk arbeiten, das in Jahresfrist fertigzustellen war. Der Meister hatte sich genau an den vorgegebenen Bauplan zu halten. Sollte ein Meister eine uneheliche Beziehung unterhalten, durften keine Gesellen oder Wandergesellen bei ihm arbeiten. Die Meister hatten einmal im Jahr die Ordnung vorzulesen und ihm hatten alle Poliere, Gesellen und Wandergesellen zu gehorchen. Die Hüttenmeister hatten die Kasse, genannt Büchse, zu führen, in die jeder Geselle ein Pfennig pro Tag einzubezahlen hatte, um kranke oder in Gerichtsverfahren verwickelte Gesellen finanziell zu unterstützen.
Lehrlinge mussten ein Lehrgeld bezahlen und sie durften bei Eintritt in die Ausbildung nicht unter 14 Jahren alt sein. In den späteren Ordnungen musste ein Ausbildungsvertrag schriftlich (ein Zettel) geschlossen werden. Die Probezeit für einen Lehrling durfte nicht länger als 14 Tage dauern. Ein ausgebildeter Maurer, der Steinmetz werden wollte, musste eine dreijährige Ausbildung zum Steinmetzen vollziehen.
Die Ausübung des Berufs konnte untersagt und es konnten auch Kündigungen ausgesprochen werden. Später konnte ein Geselle nicht für eine Kündigung finanziell in Regress genommen werden. Zu groben Bearbeiten der Werksteine konnten Maurer herangezogen werden.

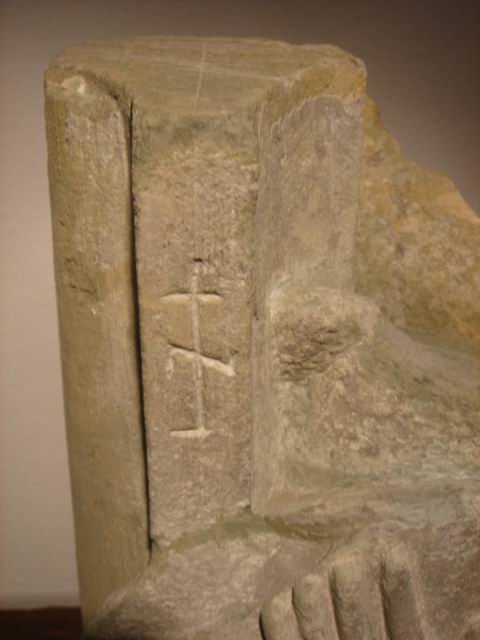
Steinmetzzeichen aus der Zeit der Gotik

Das Steinmetzzeichen wird in den späteren Ordnungen zum Ehrenzeichen.

## Schriftform
Allgemein anerkannt ist, dass die Bauhüttenordnung vom 25. April 1449 als das verschriftlichte Regelwerk mündlicher Überlieferung der Bauhüttenregeln gilt. Zu einer Beratung waren die vier Vertreter der Haupthütten (Straßburg, Köln, Wien, Bern) 1445 in Straßburg vom Dombaumeister Jost Dotzinger eingeladen worden. Dort kam keine abschließende Einigung zustande. Dies gelang erst nach weiteren Tagungen in Speyer, Straßburg und abschließend in Speyer im April 1449, wo eine Einigkeit aller Bauhütten des damaligen Deutschen Reiches und der Schweiz kam, die als Straßburger Steinmetzordnung anerkannt ist.
Warum es erst so spät zu einer schriftlichen Ordnung des Bauhüttenwesens kam, wird mit verschieden erklärt. Genannt wird vor allem die relative Eigenständigkeit der gotischen Bauhütten, eine entwickelte Gedächtniskultur der mittelalterlichen Handwerker, die Wanderschaft der Gesellen, von denen viele nicht lesen konnten, die Geheimhaltung der Rituale und der bautechnischen und planerischer Grundlagen der Steinmetzarbeit.

## Gültigkeit
Die Steinmetzordnung wurde vermutlich bereits 1459 von Kaiser Friedrich III. konfirmiert. Sicher ist, dass sie vom Rex Romanorum Maximilian I. am 3. Oktober 1498 und von Kaiser Ferdinand II. im Jahre 1621 unterzeichnet wurde.
Um 1500 kam es mit der beginnenden Beendigung der Gotik zur Auflösung zahlreicher Dombauhütten und andererseits zu Zusammenschlüssen von Steinmetzen außerhalb der Bauhütten in Zünfte. Teilweise verschmolzen die Bauhütten mit den städtischen Zünften. Die von Martin Luther ausgelöste Reformation hatte auch für die Bauhütten Folgen, die z. T. bis zur Bedeutungslosigkeit herabsanken. Im Jahre 1509 wurde die Kölner Bauhütte aufgelöst, die erst 1840 wieder auflebte.

## Untergang
Im Verlauf dieses historischen Prozesses kam es zu einer Reaktion und Anpassung der Straßburger Steinmetzordnung im so genannten Bruderbuch im Jahre 1563. Im Bruderbuch wurde die Straßburger Ordnung weiter festgeschrieben und um Vorschriften ergänzt, die mit den religiösen Umwälzungen des 16. Jahrhunderts zu erklären sind. Folgende Bauhütten hatten dieselbe Hüttenordnung des Bruderbuches, die Straßburg „unterworfen sein sollten: Speyer, Zürich [Haupthütte], Augsburg, Frankfurt, Ulm, Heilbronn, Blaffenburg (Pleffenberg?), Dresden, Nürnberg, Salzburg [Haupthütte], Mainz, Stuttgart, Heidelberg, Freiburg, Basel [Haupthütte], Hagenau, Schlettstadt, Regensburg, Meisenheim, München, Ansbach und Konstanz.“ Wobei Wien, Magdeburg und Meißen nicht genannt werden. Angepasst wurden im Bruderbuch zahlreiche strittige Punkte, die letztendlich das Ende der Gültigkeit der Steinmetzordnungen und den Untergang des Bauhüttenwesens nicht aufhalten konnten.
Als Straßburg im Jahre 1697 französisch wurde, untersagte der Regensburger Reichstag am 16. Mai 1707 und erneut am 13. Mai 1727 alle Verbindungen der deutschen Bauhütten nach Straßburg. Kaiser Karl VI. verbot am 16. August 1731 den Bauhütten die eigene Gerichtsbarkeit, Gebräuche, Zusammenkünfte und Zusammenschlüsse ohne kaiserliche Genehmigung und schließlich erwirkte Kaiser Josef II. am 30. April 1772 die strikte Ausführung der vorgenannten Regelungen im so genannten Kommissionsedikt. Die rechtliche Existenz der Bauhütten war damit beendet.